# 兵藤守男
兵藤 守男(ひょうどう もりお、 1958年11月1日 - )は、日本の政治学者。新潟大学名誉教授。法学博士(東京都立大学 (1949-2011) 1992)。

## 人物
- 博士論文は｢アーデナウアーの政治指導と西独政界の成立 : 連邦共和制における中央と地方｣(東京都立大学 1992)[1]。

## 来歴
- 1958年11月 京都府京都市生まれ。

以下に、学歴と職歴を挙げる。

### 学歴
- 1981年3月 大阪外国語大学外国語学部ドイツ語学科卒業 学士(文学)
- 1984年3月 東京大学法学部卒業 学士(法学)
- 1986年3月 東京都立大学 (1949-2011)社会科学研究科政治学専攻修士課程修了 修士(法学)
- 1989年3月 東京都立大学社会科学研究科政治学専攻博士課程中途退学
- 1992年3月 博士(法学、東京都立大学)

### 職歴
- 1989年-1992年 東京都立大学法学部 助手
- 1992年-1996年,2005年 放送大学 非常勤講師
- 1993年-1994年 千葉大学 非常勤講師
- 1993年-1994年 東京都市町村職員研修所 指導講師
- 1996年-2000年 新潟大学法学部 助教授
- 2000年-2024年 新潟大学法学部 教授
- 2024年- 新潟大学 名誉教授

## 論文
- 国立情報学研究所収録論文 国立情報学研究所